# Нехорошевка
Нехорошевка — деревня в Саракташском районе Оренбургской области России. Входит в состав Каировского сельсовета.

## География
Деревня находится на северо-востоке центральной части Оренбургской области, в степной зоне, к северу от реки Сакмары, на расстоянии примерно 3 километров (по прямой) к северо-востоку от Саракташа, административного центра района. Абсолютная высота — 143 метра над уровнем моря.
Климат
Климат характеризуется как резко континентальный с продолжительной морозной зимой и относительно коротким жарким сухим летом. Средняя температура воздуха самого тёплого месяца (июля) — 20 — 22 °C; самого холодного (января) — −16 — −15,5 °C. Среднегодовое количество атмосферных осадков составляет 350—450 мм.
Часовой пояс
Деревня Нехорошевка, как и вся Оренбургская область, находится в часовой зоне МСК+2. Смещение применяемого времени относительно UTC составляет +5:00.

## Население
| 2010 |
| ---- |
| 34   |

Половой состав
По данным Всероссийской переписи населения 2010 года в половой структуре населения мужчины составляли 50 %, женщины — соответственно также 50 %.
Национальный состав
Согласно результатам переписи 2002 года, в национальной структуре населения русские составляли 95 % из 37 чел.